# Cash (Arkansas)
Cash – miasto w Stanach Zjednoczonych, w stanie Arkansas, w hrabstwie Craighead.